# Bernd Schlömer

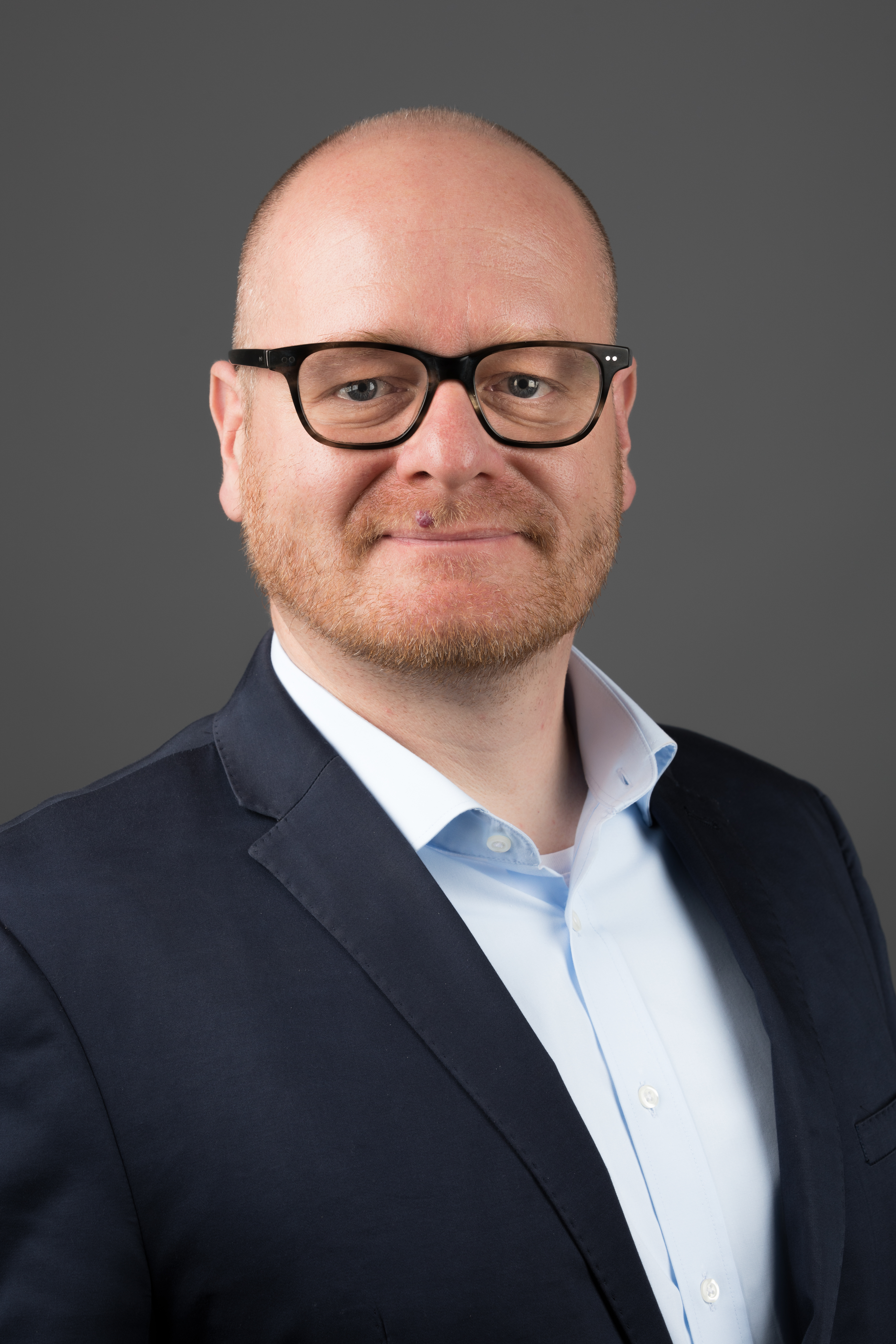
Bernd Schlömer, 2017

Bernd Schlömer (* 20. Februar 1971 in Meppen) ist ein deutscher Politiker (FDP). Von April 2012 bis November 2013 war er Vorsitzender der Piratenpartei Deutschland; seit Oktober 2015 ist er Mitglied der FDP. Von 2016 bis 2021 war er Mitglied des Abgeordnetenhauses von Berlin. Seit September 2021 ist er Staatssekretär im Ministerium für Infrastruktur und Digitales des Landes Sachsen-Anhalt und Beauftragter der Landesregierung für die Informationstechnik (CIO).

## Leben

### Ausbildung und Beruf
Nach dem Abitur am Gymnasium Marianum in Meppen leistete Schlömer Grundwehrdienst beim Panzergrenadierbataillon 313 in Varel. Anschließend studierte er von 1991 bis 1998 an der Universität Osnabrück Sozialwissenschaften mit Abschluss als Diplom-Sozialwirt (Nebenfach: Rechtswissenschaft). Er engagierte sich mehrere Jahre in der studentischen Selbstverwaltung der Universität, unter anderem als AStA-Referent sowie im Stadtjugendring. Seinem Erststudium schloss sich von 1998 bis 2000 ein Kriminologie-Studium am Institut für Kriminologische Sozialforschung der Universität Hamburg an.
Ab 1998 war Schlömer wissenschaftliche Hilfskraft an der Professur für Methoden der empirischen Sozialforschung an der Helmut-Schmidt-Universität der Bundeswehr in Hamburg; anschließend arbeitete er dort im Wissenschaftsmanagement und in der Finanzplanung. Ab April 2010 arbeitete er in verschiedenen Funktionen als Referent im Bundesministerium der Verteidigung.

### Parteilaufbahn

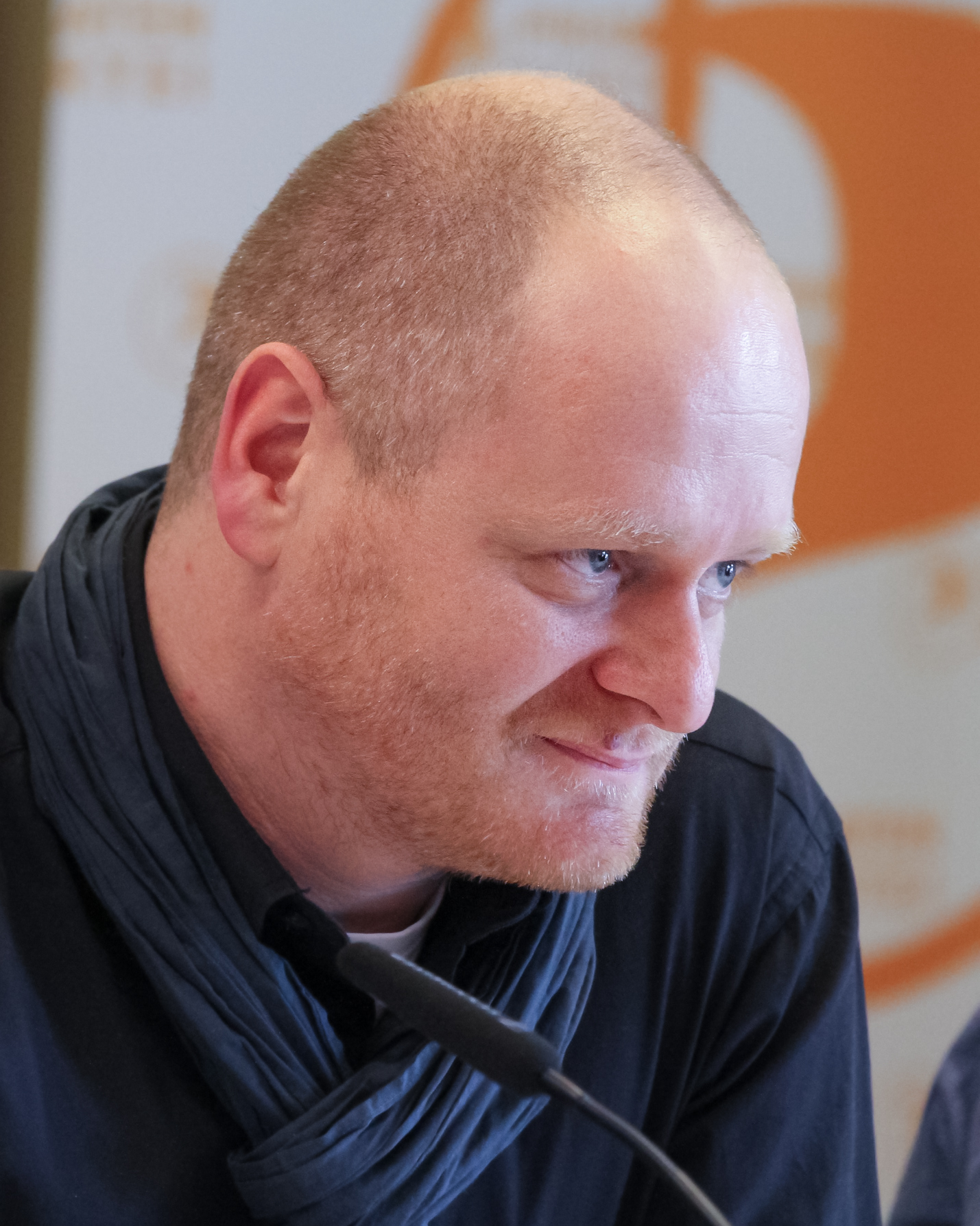
Bernd Schlömer (2012) auf einem Bundesparteitag der Piratenpartei

Im Mai 2009 trat Schlömer, angelockt durch den liberalen Ansatz der Partei, in die Piratenpartei Deutschland ein. Nach seinem beruflichen Wechsel nach Berlin vollzog Schlömer aus pragmatischen Gründen einen Teilgliederungswechsel vom Hamburger Landesverband in die Piratenpartei Berlin.
Politisch liegen Schlömers Interessensschwerpunkte im Bereich der Bürgerrechte und der Digitalisierung. Zudem arbeitet er an rechts-, innen- und kriminalpolitischen Themen. Von 2009 bis April 2012 war er zunächst als Schatzmeister und darauffolgend stellvertretender Vorsitzender der Piratenpartei. Am 28. April 2012 wurde Schlömer auf dem 11. Parteitag in Neumünster als Nachfolger von Sebastian Nerz zum Bundesvorsitzenden der Piratenpartei gewählt.

#### Schatzmeister der Piratenpartei (2009–2011)
Kurz nach seiner Aufnahme in die Piratenpartei kandidierte Schlömer auf dem Bundesparteitag in Hamburg erfolgreich für das Amt des Schatzmeisters im Bundesvorstand. Als er im Juli 2009 das Amt antrat, fand er nach eigenen Angaben als Parteikasse nur eine Kiste mit Zetteln vor. Die Bundesschatzmeister bis zu Schlömers Wahl waren noch während ihrer offiziellen Amtszeit einfach verschwunden und monatelang nicht auffindbar. Es fehlten etliche Belege und Spendenquittungen, von denen das Nachrichtenportal Spiegel Online glaubte, dass sie „vermutlich gar nicht erst ausgestellt wurden“.
Schlömer räumte ein, dass die Piratenpartei seit ihrer Gründung 2006 sehr leichtfertig mit ihren Finanzen umgegangen sei. Da Spenden zum Beispiel über Bezahlungssysteme wie PayPal entgegengenommen wurden, blieben die Spender anonym und konnten keine Quittung erhalten. Nach Schätzungen Schlömers fehlten für 30 Prozent der Gesamteinnahmen Belege und Angaben über die Spender.
Das nicht ordnungsgemäß verbuchte Geld konnte nicht im Rechenschaftsbericht 2009 aufgeführt werden und wurde auch nicht auf die staatliche Teilfinanzierung angerechnet. Schlömer musste sich in seiner Arbeit als Schatzmeister mit der eigenen Parteiideologie auseinandersetzen, da die Partei kommerziell lizenzierte, nicht freie Software ablehnt und Programme zur Abrechnung teilweise erst selbst entwickelt wurden.

#### Vorsitzender der Piratenpartei (2012–2013)
Am 28. April 2012 wurde Schlömer auf dem Bundesparteitag in Neumünster zum Vorsitzenden der Piratenpartei Deutschland gewählt, nachdem er zuvor den stellvertretenden Vorsitz innegehabt hatte. Er erhielt bei der „Wahl durch Zustimmung“ 66,6 Prozent der Stimmen. Schlömer löste Sebastian Nerz ab, der die Partei ein Jahr geführt hatte. Nach der Bundestagswahl 2013, bei der die Piratenpartei 2,2 Prozent der Stimmen erzielte, trat Schlömer zur Neuwahl des Parteivorstands auf dem Bundesparteitag Ende November nicht mehr an. Sein Nachfolger als Parteivorsitzender wurde Thorsten Wirth.

#### Als FDP-Politiker
Seit Oktober 2015 ist Bernd Schlömer Mitglied der FDP im Ortsverband Berlin-Kreuzberg. Ab dem 27. Oktober 2016 war er Mitglied des Abgeordnetenhauses von Berlin, gewählt auf Platz 1 der FDP-Bezirksliste des Bezirks Friedrichshain-Kreuzberg. Dort war er Sprecher seiner Fraktion für Bürgerrechte, Datenschutz, Informationsfreiheit und Digitalisierung. Zudem wirkte er im Berliner Landesverband als Vorsitzender des Fachausschusses für Medien, Digitale Gesellschaft und Netzpolitik. Er befasste sich als Abgeordneter zum Beispiel mit der Verwaltungsdigitalisierung und der IT-Sicherheit, insbesondere mit den Cyberattacken auf das Berliner Kammergericht.
Am 19. September 2021 legte Schlömer sein Mandat im Berliner Landesparlament nieder, um als Staatssekretär ins Ministerium für Infrastruktur und Digitales des Landes Sachsen-Anhalt zu wechseln. Als Staatssekretär unter Ministerin Lydia Hüskens übernimmt er seit 12. Oktober 2021 zudem die Aufgabe des Beauftragten der Landesregierung für Informations- und Kommunikationstechnologie, auch Chief Information Officer genannt, als der er die Digitalisierung in den Ministerien und den Glasfaserausbau in Sachsen-Anhalt voranbringen soll.